# Alphitonia ponderosa
Alphitonia ponderosa — вид цветковых растений рода Алфитония (Alphitonia) семейства Крушиновые (Rhamnaceae), произрастающих в умеренно-сухих лесах, эндемик Гавайских островов, деревья высотой до 25 метров.
Местные названия растения: гав. kauila, kauwila или oa (на острове Мауи), но так могут называться и другие растения, например Colubrina oppositifolia.

## Биологическое описание

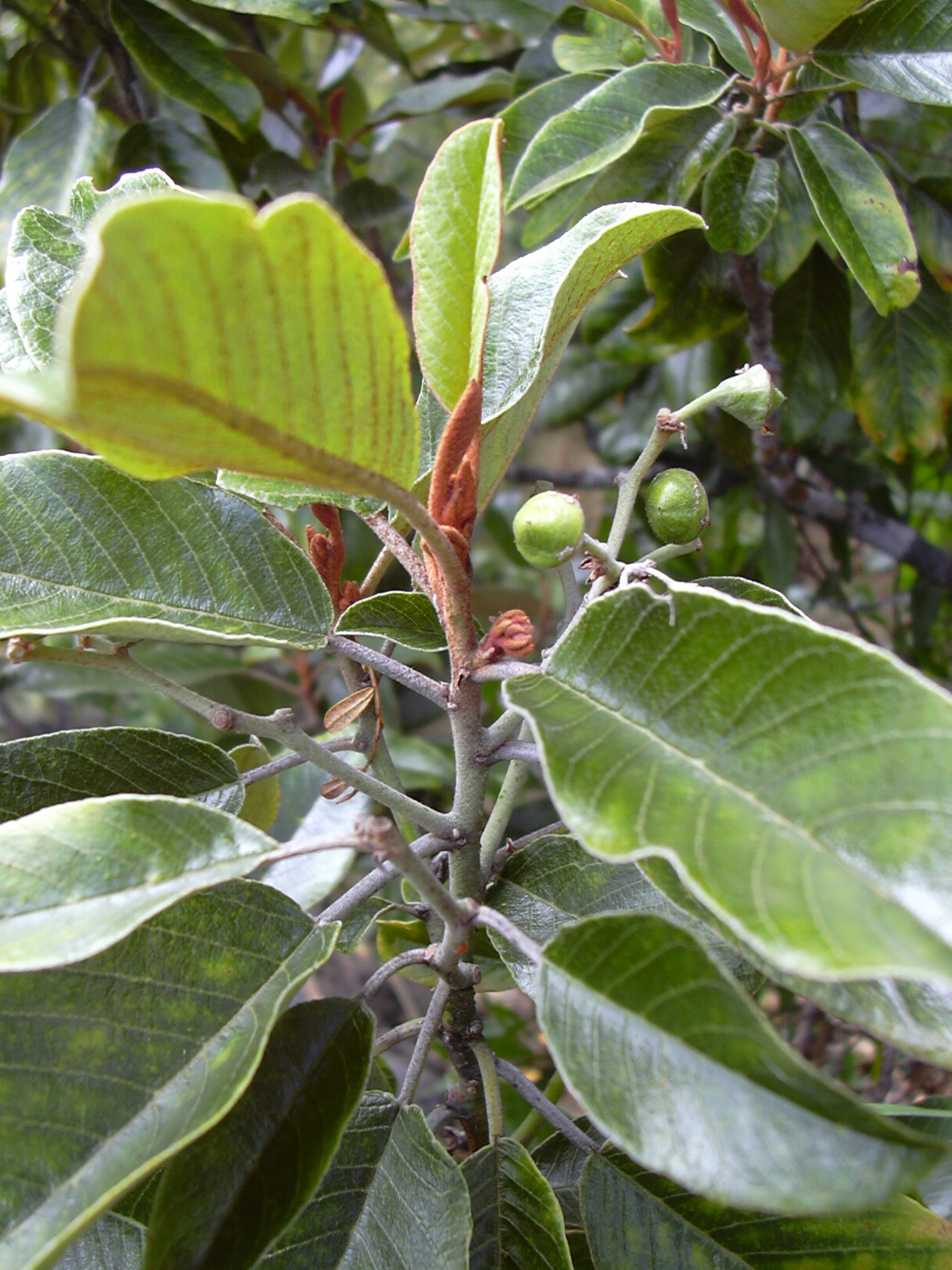
Листья и плоды

Однодомные деревья высотой от 4 до 25 метров. Диаметр ствола достигает 20—60 см.
Листья очерёдные, обратнояйцевидные, 5—15 см длиной, голые, блестящие, сверху зелёные, снизу с ржаво-коричневыми жилками. Черешки листьев 13—25 мм длиной.
Цветки собраны в соцветия в пазухах листьев. Пять чашелистиков около 1,5 мм длиной. Лепестки в количестве пяти, около 0,75 мм длиной.
Плод — круглая костянка 15 мм в диаметре. Семена в числе двух—трёх, блестящие, эллипсоидные.
Обладает очень твёрдой древесиной.

## Использование
Благодаря своей необычайной твёрдости, древесина растения является традиционным материалом для изготовления копий, рыбацких гарпунов, игл для вязки сетей, стрел, кинжалов, деревянных молотков, предметов быта и игрового инвентаря, коньков кровель.